# Milano-Sanremo 1966
La Milano-Sanremo 1966, cinquantasettesima edizione della corsa, fu disputata il 20 marzo 1966, su un percorso di 288 km. Fu vinta dal belga Eddy Merckx, giunto al traguardo con il tempo di 6h40'40" alla media di 43,128 km/h, precedendo l'italiano Adriano Durante e il belga Herman Van Springel.

## Resoconto degli eventi
Dopo un inizio con alcune fughe, l'attacco decisivo arriva sul Poggio, dove Poulidor, Durante, Van Springel, Dancelli, Passuello, Maurer e Balmamion staccarono tutti gli altri.
Il gruppetto arriva in volata, dove Eddy Merckx batte per pochi centimetri Adriano Durante, diventando così, a soli vent'anni, il più giovane vincitore della Classicissima.

## Ordine d'arrivo (Top 10)
| Pos. | Corridore           | Squadra    | Tempo    |
| ---- | ------------------- | ---------- | -------- |
| 1    | Eddy Merckx         | Peugeot    | 6h40'40" |
| 2    | Adriano Durante     | Salvarani  | s.t.     |
| 3    | Herman Van Springel | Dr. Mann   | s.t.     |
| 4    | Michele Dancelli    | Molteni    | s.t.     |
| 5    | Adriano Passuello   | Legnano    | s.t.     |
| 6    | Rolf Maurer         | Filotex    | s.t.     |
| 7    | Raymond Poulidor    | Mercier    | s.t.     |
| 8    | Franco Balmamion    | Sanson     | s.t.     |
| 9    | Huub Zilverberg     | Televizier | s.t.     |
| 10   | Roberto Poggiali    | Bianchi    | s.t.     |